# Harvard Yard
Le Harvard Yard est un terrain engazonné et planté d'arbres d'environ 10 hectares, contigu au Harvard Square à Cambridge dans le Massachusetts aux États-Unis. Il constitue la plus ancienne partie et le centre du campus de l'Université Harvard. Géographiquement, le Yard est bordé à l'ouest par Avenue Massachusetts et Peabody Street, au nord par Cambridge Street, au nord-est par Broadway, à l'est par Quincy Street, et au sud par Harvard Street et Massachusetts Avenue. Il abrite treize des dix-sept dortoirs des étudiants de première année de l'université de Harvard, ainsi que quatre bibliothèques, cinq bâtiments de salles de classe et départements universitaires ainsi que les bureaux de l'administration centrale de la Harvard Faculty of Arts and Sciences et de l'université, situés respectivement dans l'University Hall et Massachusetts Hall.
La partie ouest du Harvard Yard, qui donne sur Massachusetts Avenue par la Johnston Gate, est connue sous l'appellation de Old Yard. C'est autour de cette partie que se situent la plupart des dortoirs des étudiants de première année. Parmi ceux-ci on trouve Massachusetts Hall, qui, ayant été construit en 1720, est le plus ancien bâtiment encore existant du campus de Harvard et l'un des deux plus anciens locaux universitaires des États-Unis. Massachusetts Hall et le Wren Building du Collège de William et Mary sont souvent décrits comme les plus anciens, cependant Wren Building fut construit avant Massachusetts Hall.  Les étages inférieurs de Massachusetts Hall abrite les bureaux du Président de l'Université Harvard.
À l'origine le Harvard Hall abritait la bibliothèque de l'université, où l'on trouvait entre autres les ouvrages légués par John Harvard, auquel l'université et le bâtiment doivent leur nom. Tous ces livres, sauf un, furent détruits lors de l'incendie du Hall en 1764. Reconstruit en 1766, le Harvard Hall abritent maintenant des salles de classe. De l'autre côté du Old Yard, depuis la Johnston Gate, se trouve University Hall, devant lequel se dresse une statue en bronze de John Harvard, réalisée en 1884, par Daniel Chester French.